# Idaea laciniata
Idaea laciniata är en fjärilsart som beskrevs av W. Warren 1902. Idaea laciniata ingår i släktet Idaea och familjen mätare. Inga underarter finns listade i Catalogue of Life.